# Azize Tanrıkulu
Azize Tanrıkulu, född 9 februari 1986 i Diyarbakır, Turkiet, är en turkisk taekwondoutövare som vunnit silvermedalj i OS 2008 i Peking. Hon förlorade den sista matchen mot Lim Su-jeong som vann med 1-0.
Hon tog OS-silver i fjäderviktsklassen i samband med de olympiska taekwondo-turneringarna 2008 i Peking.